# Setodes uchita
Setodes uchita är en nattsländeart som beskrevs av Schmid 1987. Setodes uchita ingår i släktet Setodes och familjen långhornssländor. Inga underarter finns listade i Catalogue of Life.